# Dariusz Gęsior
Dariusz Jan Gęsior, född den 9 september 1969 i Chorzów, Polen, är en polsk fotbollsspelare som tog OS-silver i fotbollsturneringen vid de olympiska sommarspelen 1992 i Barcelona. 